# علم البيئة الغابوية
علم البيئة الغابوية هو الدراسة العلمية للأنماط والعمليات ونبیت والحيوانات والنظم البيئية المترابطة في الغابات. وتُعرف حراجة، و زراعة الغابات، والنظام البيئي الغابوي هو وحدة غابات طبيعية تتكون من جميع النباتات والحيوانات والكائنات الحية الدقيقة (المكونات الحيوية) في تلك المنطقة والتي تعمل جنباً إلى جنب مع جميع العوامل الفيزيائية غير الحية (مكونات لاأحيائية) للبيئة.

## الأهمية
تلعب الغابات دورًا بالغ الأهمية في محيط حيوي. تنتج الغابات ما يقرب من 28% من الأكسجين على الأرض (الغالبية العظمى منه يتم إنتاجها بواسطة العوالق المحيطية)، كما تعمل كمنازل لملايين البشر، ويعتمد المليارات على الغابات بطريقة أو بأخرى. على نحو مماثل، تعيش نسبة كبيرة من أنواع الحيوانات في العالم في الغابات، على نحو مماثل، تعيش نسبة كبيرة من أنواع الحيوانات في العالم في الغابات. تُستخدم الغابات أيضًا لأغراض اقتصادية مثل الوقود ومنتجات الأخشاب، لذلك فإن علم البيئة الغابوي له تأثير كبير على المحيط الحيوي بأكمله والأنشطة البشرية التي تدعمه.

## المناهج

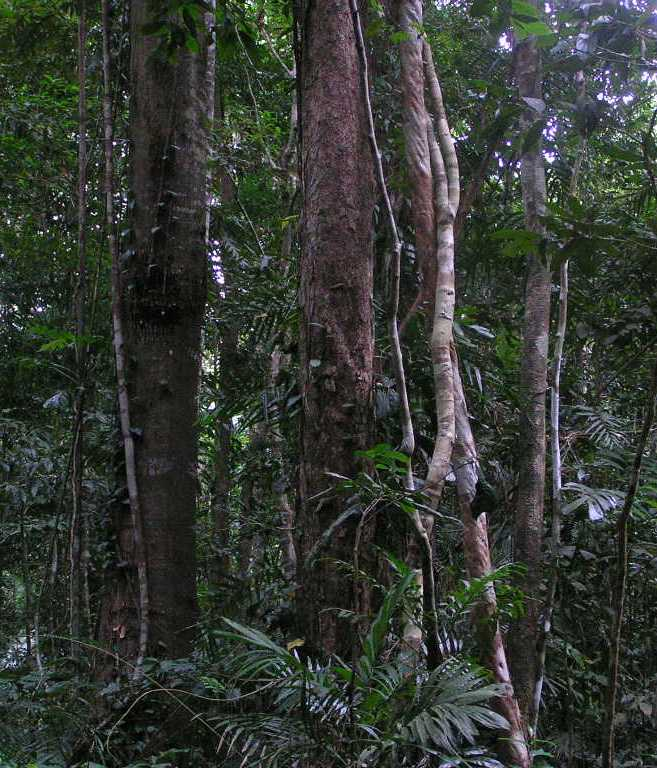
غابة دانتري المطيرة في كوينزلاند، أستراليا

تُدرس الغابات على عدد من المستويات التنظيمية من الكائن الحي الفردي إلى النظام البيئي، ومع ذلك ونظراً لأن مصطلح الغابة يشير إلى منطقة يسكنها أكثر من كائن حي فإن علم البيئة الغابوية يركز غالباً على مستوى تعداد السكان أو جماعة مشتركة أو النظام البيئي منطقياً، وتعد الأشجار مكوناً مهماً في أبحاث الغابات لكن التنوع الواسع لأشكال الحياة الأخرى والمكونات غير الحيوية في معظم الغابات يعني أن العناصر الأخرى مثل الحياة البرية أو مغذيات التربة هي أيضاً مكونات حاسمة.

## علم أمراض الغابات
علم أمراض الغابات هو البحث في الأمراض الحيوية و الإجهاد غير الحيوي التي تؤثر على صحة النظام البيئي غابة، وخاصة مسببات أمراض النبات و ناقل (وبائيات). وهو مجال فرعي من حراجة وعلم أمراض النبات. يعتبر علم أمراض الغابات جزءًا من النهج الأوسع لحماية الغابات. تسببت الحشرات والأمراض والأحداث الجوية الشديدة في إتلاف حوالي 40 مليون هكتار من الغابات في عام 2015، وخاصة في المناطق المعتدلة والشمالية.

## الغابات الصنوبرية
تتميز الأشجار الصنوبرية بصفات فريدة تجعلها تتكيف بشكل خاص مع الظروف القاسية، بما في ذلك البرد والجفاف والرياح والثلوج. أوراقها مغطاة بطبقة من الشمع ومملوءة بالراتنج للمساعدة في منع فقدان الرطوبة، وهذا يجعلها غير مستساغة للحيوانات وبطيئة التحلل. تخلق هذه القمامة الورقية أرضية غابة حمضية مميزة للغابات الصنوبرية. نظرًا لأنواع الأوراق التي تمتلكها الأشجار الصنوبرية، فإنها تواجه مشكلة فقدان العناصر الغذائية للتربة. بعض الأشجار الصنوبرية غير قادرة على البقاء على قيد الحياة بدون فطريات. كما أن غالبية الأشجار الصنوبرية دائمة الخضرة، مما يسمح لها بالاستفادة من مواسم النمو القصيرة في بيئاتها الخاصة. يساعدها هيكلها المخروطي الرقيق على تحمل الرياح القوية دون أن تهب عليها الرياح. يساعد الشكل المخروطي النمطي للأشجار الصنوبرية في منع تراكم كميات كبيرة من الثلج على أغصانها وكسرها. ونظرًا للبيئات القاسية التي توجد بها الغابات الصنوبرية بشكل شائع، فإن التنوع محدود في كل من الأنواع النباتية والحيوانية. وتحد المناخات الباردة من عدد الأنواع الزواحف والبرمائيات التي يمكنها البقاء على قيد الحياة  والأنواع الأكثر شيوعًا في الغابات الصنوبرية هي الثدييات، بما في ذلك الحيوانات العاشبة الكبيرة مثل الموظ والأيائل، والحيوانات المفترسة مثل الدببة والذئاب، إلى جانب عدد قليل من الأنواع الأصغر مثل الأرانب والثعالب والمنك. وهناك أيضًا مجموعة متنوعة من أنواع الطيور المهاجرة وبعض الطيور الجارحة مثل البوم والصقور. تحتوي الغابات الصنوبرية على مجموعة متنوعة من أشجار اللب والأخشاب القيمة مما يجعلها من أكثر النظم البيئية أهمية اقتصاديًا. كما تم البحث عنها تاريخيًا لتجارة الفراء بسبب أنواع الحيوانات التي تسكنها.

## التفاعلات البيئية

### التفاعلات بين النباتات
في الغابات، غالبًا ما تعمل الأشجار والشجيرات كنباتات ممرضة تسهل إنشاء ونمو الشتلات للنباتات الصغيرة في الطبقة السفلى. تحمي مظلة الغابة النباتات الصغيرة في الطبقة السفلى من درجات الحرارة القصوى والظروف الجافة.

## الماء
تخزن أشجار الغابات كميات كبيرة من المياه بسبب حجمها الكبير وخصائصها التشريحية/الفسيولوجية، وبالتالي فهي مُنظِمات مهمة للعمليات الهيدرولوجية وخاصة تلك التي تنطوي على علم المياه الجوفية والتبخر المحلي وأنماط هطول الأمطار/الثلوج. وبالتالي فإن الدراسات البيئية للغابات تتوافق أحياناً بشكل وثيق مع الدراسات الجوية والهيدرولوجية في دراسات النظم الإيكولوجية الإقليمية أو تخطيط الموارد، وربما يكون الأهم من ذلك أن بقايا الأوراق يمكن أن تشكل مستودعاً رئيسياً لتخزين المياه، وعندما تتم إزالة هذه النفاية أو ضغطها (من خلال الرعي أو الإفراط في الاستخدام البشري) تتفاقم عملية التآكل بالإضافة إلى حرمان الكائنات الحية في الغابات من مياه موسم الجفاف.

## الموت والتجدد
المواد الخشبية التي يشار إليها غالباً باسم الحطام الخشبي الخشن تتحلل ببطء نسبي في العديد من الغابات مقارنة بمعظم المواد العضوية الأخرى بسبب مجموعة من العوامل البيئية وكيمياء الخشب (انظر لجنين). وتنمو الأشجار في البيئات قحولة / أو الباردة ببطء على وجه الخصوص. تترك بعض الأشجار هياكل عظمية غريبة بعد الموت، وهذه الوفيات في الواقع قليلة جداً مقارنة بعدد الأشجار الميتة التي تمر دون أن يلاحظها أحد، ويمكن إنتاج آلاف الشتلات من شجرة واحدة ولكن القليل منها فقط يمكن أن ينمو حتى النضج.